# محمد بن احمد خزاعی
ابوسعید محمد بن احمد بن الحسین بن احمد بن ابراهیم بن الفضل بن شجاع بن هاشم الخزاعی النیشابوری از عالمان سدهٔ پنجم هجری است. او برادر عبدالرحمن بن احمد بن الحسین خزاعی است. هر دو برادر لقب «شیخ مفید» داشته‌اند. از آثار او کتاب الاربعین عن الاربعین فی فضائل امیرالمؤمنین است. او جد ابوالفتوح رازی است.